# Daisy Clover
Pour plus de détails, voir Fiche technique et Distribution.
Daisy Clover (Inside Daisy Clover) est un film américain réalisé par Robert Mulligan, sorti en 1965.

## Synopsis
Daisy Clover, jeune fille de 15 ans pleine de rêves, quasi garçon manqué, très autonome et indépendante (sa mère perdant la tête), décide un jour d’enregistrer une chanson et de l’envoyer à un producteur hollywoodien. 
Il n’en faut pas plus à Raymond Swan et sa femme Melora pour prendre la petite sauvageonne sous leur aile afin de la façonner et d’en faire une véritable star : « La petite fiancée de l’Amérique ». Daisy étant mineure, c’est sa grande sœur, Gloria qui signe tous ses contrats. La jeune fille, confiée aux soins des Swan, devient l’icône de la jeune Amérique. On lui invente une histoire tragique de parents décédés, on la fait chanter devant une caméra, et le tour est joué.
Mais pour Daisy ce n’est finalement pas le rêve. Elle a du mal à accepter les conditions de sa gloire. Renier sa mère est pour elle une chose très difficile. Et ça, Lewis Wade l’a bien compris. Le beau garçon, lui-même vedette du cinéma américain, fait immédiatement fondre la jeune fille. Il l’emmène voir sa mère, la séduit, voire la détourne de sa carrière au profit de leurs petites sorties « interdites ». Raymond Swan ferme les yeux sur les écarts réguliers de Daisy. Pour lui, la jeune fille est une belle rentrée d’argent. 
Plus le temps passe, plus la jeune fille est célèbre, plus Lewis et elle semblent se rapprocher. Sur un coup de tête, le jeune homme la demande en mariage. Mais le lendemain de leur première nuit en tant que couple marié, Lewis a mis les voiles. Les rêves de Daisy s’avèrent ruinés. Elle comprend par la suite que Wade ne l’a jamais vraiment aimée comme elle l’aimait, puisque ce n’est pas la première fois qu’il faisait un coup de ce genre à une jeune fille. Malgré toutes les filles qui lui tournaient autour, le jeune homme ne pouvait pas résister au charme des beaux garçons.
Heureusement, Raymond est là pour réconforter Daisy et pourquoi pas, remplacer Lewis…
La jeune fille s’installe au bord de la mer, avec sa maman. D’autre part, elle continue de jouer dans les films de Swan. Tout semble bien se dérouler.
Jusqu’au décès de sa mère. La jeune fille perd quelque peu les pédales, et craque lors d’un enregistrement. À la suite de quoi elle tombe malade et garde le lit quelque temps. Mais malgré l’amélioration de son état, elle refuse de se lever. Tous ses proches tentent tour à tour de la convaincre de finir le film commencé. Ce serait une énorme perte d’argent. Même Lewis Wade vient la voir pour essayer de la faire changer d’avis. C’est Raymond qui finit par la faire sortir de son lit. Mais pas pour venir travailler. Pour se suicider. Après avoir été interrompue trois fois par le téléphone pendant sa tentative de suicide, Daisy change d’avis. Elle se sert une tasse de thé, laisse le gaz allumé, et quitte sa maison. Marchant sur le sable, sourire aux lèvres, derrière elle sa maison détruite par une explosion, Daisy semble enfin heureuse.

## Fiche technique
- Titre français : Daisy Clover
- Titre original : Inside Daisy Clover
- Réalisation : Robert Mulligan
- Scénario : Gavin Lambert d'après son propre roman
- Production : Alan J. Pakula
- Société de production : Park Place Production et Warner Bros. Pictures
- Musique : André Previn
- Chorégraphe : Herbert Ross
- Photographie : Charles Lang
- Montage : Aaron Stell
- Direction artistique : Robert Clatworthy
- Décors : George James Hopkins
- Costumes : Bill Thomas et Edith Head pour les costumes de Natalie Wood
- Pays d'origine : États-Unis
- Format : Couleurs Technicolor
- Genre : Drame
- Durée : 128 minutes
- Dates de sortie :
  - États-Unis : décembre 1965 (Los Angeles), 17 février 1966 (New York)
- Affiche : Raymond Elseviers (Belgique)

## Distribution
- Natalie Wood (V. F. redoublage : Michèle Lituac) : Daisy Clover
- Robert Redford (V. F. redoublage : Bernard Lanneau) : Wade Lewis / Lewis Wade
- Christopher Plummer (V. F. redoublage : Hervé Bellon) : Raymond Swan
- Katharine Bard : Melora Swan
- Roddy McDowall : Walter Baines
- Ruth Gordon : Mme Clover, la mère de Daisy
- Betty Harford : Gloria Clover Goslett, la soeur de Daisy
- John Hale : Harry Goslett
- Peter Helm : Milton Hopwood
- Harold Gould : le policier sur la jetée
- Ottola Nesmith : Dolores
- Edna Holland : Cynara
- Gertrude Flynn : l'infirmière de Daisy

## Distinctions
Le film a été nommé pour trois Oscars du cinéma : meilleur second rôle féminin pour Ruth Gordon, meilleurs décors (film en couleurs) et meilleurs costumes (film en couleurs).